# 169-та стрілецька дивізія (СРСР)
169-та стрілецька Київсько-Рогачівська орденів Суворова 2-го ступеня та Кутузова 2-го ступеня дивізія — військове з'єднання РСЧА в період Німецько-радянської війни.

## Історія
Дивізія сформована в 1939 році в м. Херсон. Основою для створення дивізії стали управління і штаб 45-го Червонопрапорного стрілецького полку 15-ї Сиваської стрілецької дивізії.
У вересні того ж року дивізія в складі 36-го стрілецького корпусу Українського фронту брала участь в приєднанні західноукраїнських земель до УРСР. У червні — липні 1940 року 169-та стрілецька дивізія в складі 36-го стрілецького корпусу 5-ї армії Південного фронту бере участь в приєднанні Бессарабії та Буковини до СРСР.
Перед початком Німецько-радянської війни дивізія знаходилась в складі 55-го стрілецького корпусу КОВО і була розташована в районі Кам'янець-Подільського УРу.
Відповідно до директиви Ставки ВГК № 20466 з 00.05 години 25 червня 1941 року 55-й стрілецький корпус разом з 169-ю стрілецькою дивізією включено до складу Південного фронту.
Бойові дії розпочала з утримання рубежу по р. Прут в районі Липкан. З важкими боями відходила разом з іншими частинами Південного фронту. В липні вела оборонні бої в районі Ямполя. Тоді ж дивізія була передана до 18-ї армії Південного фронту. Станом на 31 липня 1941 року дивізія займала рубіж в районі Таужне, Мощене. У зв'язку з проривом німецької 1-ї танкової групи в напрямку на Первомайськ, дивізія відійшла для оборони міста. Зайнявши оборону у Богополя фронтом на схід, утримувала шляхи на Первомайськ. Саме тут 3-го серпня о 10.00 на КП дивізії під час керівництва боєм дивізії з передовими рухомими частинами німецького 14-го моторизованого корпусу, був смертельно поранений командир дивізії генерал-майор І. Є. Турунов. Командування дивізією перейняв на себе начальник штабу підполковник М. М. Зелінський. Відбивши атаку німецьких танків і виставивши заслон з 556-го стрілецького полку дивізія почала відступ на захід. В ніч з 4 на 5 серпня 1941 року останні підрозділи 556-го стрілецького полку форсували річку Південний Буг. Загальна чисельність особового складу дивізії після форсування Південного Бугу становила близько 900 осіб. Всіх їх було зведено в два загони: до першого включено всіх бійців стрілецьких підрозділів (близько 600 осіб) під командуванням командира 556-го стрілецького полку капітана О. М. Мальчевського; до другого зведено всіх бійців спецпідрозділів дивізії (близько 300 осіб) під командуванням командира 307-го артилерійського полку полковника Соловйова.
Після поповнення дивізія включена до складу 38-ї армії Південно-Західного фронту. Брала участь в оборонних боях біля Дніпропетровська, під Полтавою. Станом на 20 вересня 1941 року знаходилась за 120 кілометрів на захід від Харкова. Протягом першої половини 1942 року дивізія брала участь в оборонних боях під Харковом.
16 вересня 1942 року дивізію було переправлено на Волгу, де дивізія взяла участь в Сталінградській битві.
13 березня 1943 року дивізію передислоковано до Козельська і включено до складу 11-ї гвардійської армії. Брала участь в Курській битві влітку 1943 року.

## Склад
- 434-й стрілецький полк
- 556-й стрілецький полк
- 680-й стрілецький полк
- 307-й легкий артилерійський полк
- 342-й гаубичний артилерійський полк (до 19.11.1941)
- 160-й окремий винищувально-протитанковий артилерійський дивізіон
- 152-га окрема розвідувальна рота (152-й розвідувальний батальйон)
- 171-й окремий саперний батальйон
- 159-й окремий батальйон зв'язку (416-та окрема рота зв'язку)
- 258-й окремий медико-санітарний батальйон
- 83-тя окрема рота хімічного захисту
- 100-та автотранспортна рота (100-й автотранспортний батальйон)
- 350-та польова хлібопекарня (94-й польовий хлібозавод)
- 171-й дивізійний ветеринарний лазарет
- 75-та дивізійна артилерійська майстерня
- 459-та польова поштова станція
- 355-та польова каса Держбанку

## Підпорядкування
- Південний фронт, 5-та армія, 36-й стрілецький корпус — з 09.06.1940 р.
- Київський особливий військовий округ — з липня 1940 р.
- Південно-Західний фронт, 55-й стрілецький корпус — з 22.06.1941 р.
- Південний фронт, 55-й стрілецький корпус — з 25.06.1941 р.
- Південний фронт, 18-та армія, 55-й стрілецький корпус — з липня 1941 р.
- Південно-Західний фронт, 38-ма армія — з серпня 1941 р.

## Командири
- Гловацький (11.09.1939 — грудень 1939), майор;
- Нікітін (грудень 1939 — березень 1940), комбриг;
- Турунов Іван Євдокимович (березень 1940 — 03.08.1941), комбриг, з 05.06.1940 генерал-майор;
- Зелінський Микола Миколайович (04.08.1941 — 01.10.1941), підполковник
- Рогачевський Самуїл Миронович (02.10.1941 — 20.01.1942), полковник
- Горюнов Михайло Іванович (21.01.1942 — 27.02.1942), генерал-майор
- Рогачевський Самуїл Миронович (28.02.1942 — 25.09.1942), генерал-майор
- Зелінський Микола Миколайович (26.09.1942 — 06.10.1942), полковник
- Єрьоменко Яків Пилипович (07.10.1942 — 23.12.1943), полковник, з 01.03.1943 генерал-майор
- Мішин Іван Петрович (24.12.1943 — 20.01.1944), полковник
- Верьовкін Федір Андрійович (21.01.1944 — 09.05.1945), полковник, з 13.09.1944 генерал-майор

## Відомі воїни
- Іскалієв Сундуткалі, червоноармієць, автоматник 556-го стрілецького полку (24.03.1945 року, посмертно).
- Кольчак Яків Харитонович, єфрейтор, навідник гармати 680-го стрілецького полку (02.08.1941 року).
- Мартинов Володимир Кирилович, старший лейтенант, командир стрілецької роти 556-го стрілецького полку (24.03.1945 року, посмертно).
- Татаркін Петро Євпсифович, старший лейтенант, командир артилерійської батареї 434-го стрілецького полку (04.06.1944 року, посмертно).
- Харазія Володимир Камсагович, старший лейтенант, командир дивізіону 307-го артилерійського полку (02.06.1942 року, посмертно).
- Якубов Гулям, капітан, командир роти автоматників 556-го стрілецького полку (24.03.1945 року, посмертно).
- Гриценко Василь Трохимович, старшина, командир гармати 160-го окремого винищувального протитанкового артилерійського дивізіону.